# Dick O'Neal
Richard O'Neal, detto Dick (Dallas, 7 settembre 1935 – Fort Worth, 17 settembre 2013), è stato un cestista statunitense.

## Carriera
O'Neal frequentò la Polytechnic High School, e nel 1954 si iscrisse alla Texas Christian University, nella cui squadra giocò fino al 1957. Alla TCU divenne uno dei più prolifici realizzatori della storia dell'ateneo, venendo inoltre riconosciuto come All-American nelle tre stagioni in cui giocò: è l'unico giocatore, nei quasi 100 anni di storia della squadra della TCU, ad essere stato nominato tre volte All-American.
Venne selezionato al secondo giro del Draft NBA 1957 come 16ª scelta assoluta dai Boston Celtics, ma non giocò mai in NBA. Decise infatti di lasciare il mondo della pallacanestro, iscrivendosi alla facoltà di odontoiatria della Baylor University. Servì l'US Army all'inizio degli anni sessanta, per poi divenire dentista.
La sua maglia è la prima che sia mai stata ritirata nella storia della Texas Christian University.